# Robert Lindsay (skådespelare)
Robert Lindsay Stevenson, känd som Robert Lindsay, född 13 december 1949 Ilkeston, Derbyshire, är en engelsk skådespelare. Lindsay är känd inom teater- och tv-kretsar, där hans arbete inkluderar föreställningar med Royal Shakespeare Company och musikaler, och sina roller som Wolfie Smith i Citizen Smith, kapten Pellew i Hornblowers äventyr, och Ben Harper i Jämna plågor. Lindsay har vunnit en BAFTA, en Tony och tre Olivier Awards för sina prestationer.

## Biografi
Efter att ha tagit studenten vid Gladstone Boys' School. började Lindsay på dramaprogrammet på Clarendon College i Nottingham, eftersom han ville bli teaterlärare. Hans vänner på Nottingham Playhouse uppmuntrade honom till att söka in till Royal Academy of Dramatic Art (RADA), och 1968 blev han erbjuden  ett stipendium från regeringen. Efter examen arbetade han som dialektcoach för en teatergrupp i Essex, innan han gick med i en regional teatergrupp.

## Filmografi i urval
- 1976 – Den sexglade taxichauffören
- 1989 – Du är inte klok, Bert Rigby!
- 1990 – Pengar är inte allt
- 1991 – Syndabocken (TV-serie)
- 1996 – Fräcka fruar och stygga pojkar
- 1997 – Otäcka odjur
- 1998 – Irländsk roulett
- 1998–2003 – Hornblowers äventyr (TV-serie)
- 1999 – Oliver Twist (miniserie)
- 2000–2011 – Jämna plågor (TV-serie)
- 2004 – Wimbledon
- 2005 – Gideons dotter
- 2011–2012 – Spy (TV-serie)
- 2013–2015 – Atlantis (TV-serie)
- 2014 – Grace of Monaco
- 2019 – Maleficent 2: Ondskans härskarinna
- 2020 – Ett mord för Dodds (TV-serie)